# Henning Schmiedt

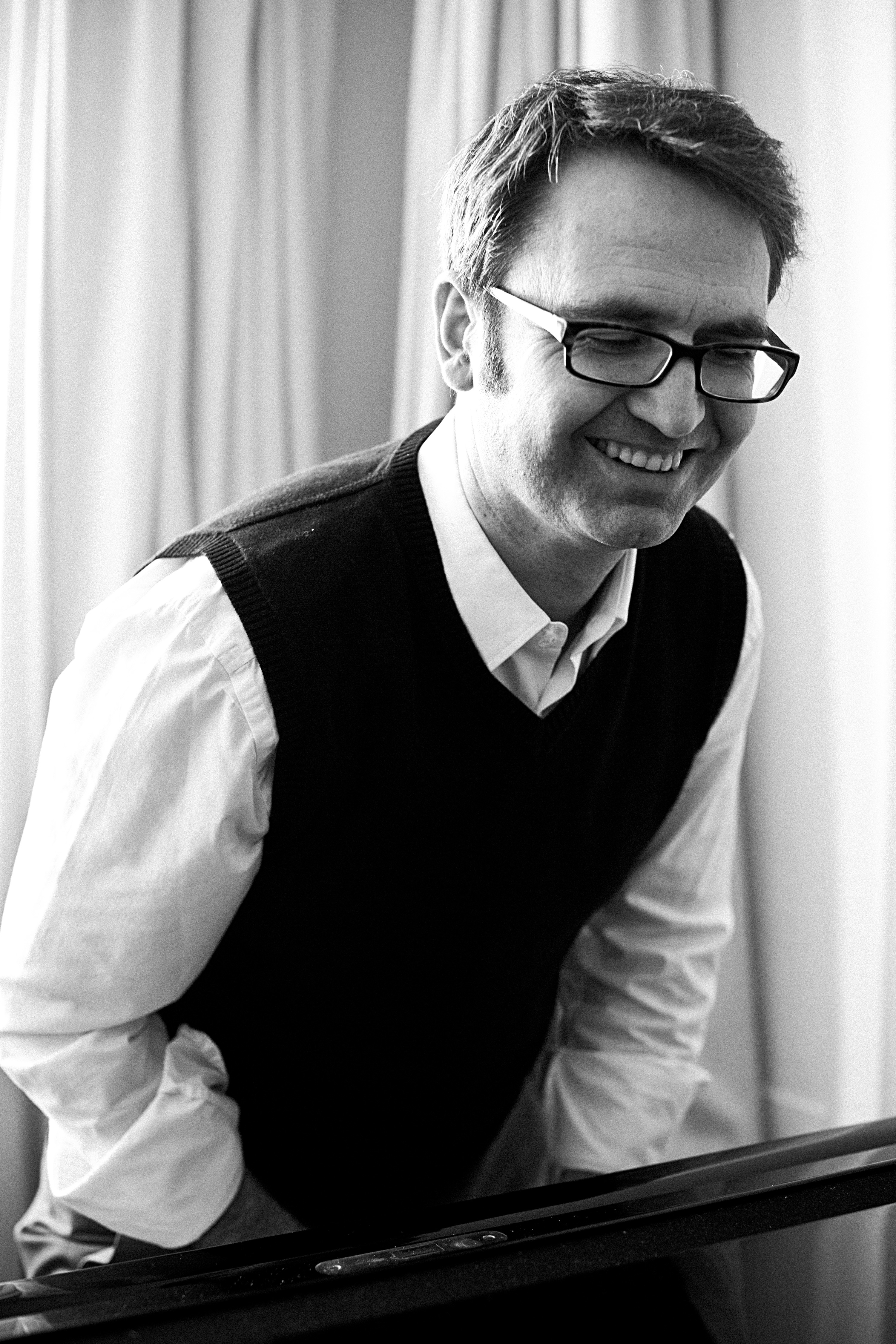
Henning Schmiedt 2012

Henning Schmiedt (* 1965 in Schlema) ist ein deutscher Pianist, Komponist, Arrangeur und Produzent. Er komponierte mehrere Film- und Theatermusiken und wirkte als Komponist, Arrangeur, Interpret und Produzent auf über 70 CDs mit internationalen Künstlern wie Mikis Theodorakis, Maria Farantouri, Zülfü Livaneli und Jocelyn B. Smith mit.

## Leben
Schmiedt wurde als Sohn eines evangelischen Pastors geboren, der Ende der 1950er Jahre in die DDR emigrierte, um dort zu missionieren.
Schmiedts Bruder ist der Gitarrist und Produzent Wolfgang Schmiedt. Ab dem siebten Lebensjahr erhielt Henning Schmiedt Klavierunterricht und sang in Kirchenchören. Später studierte er am Konservatorium Rostock Klavier und eignete sich Kenntnisse in Komposition und Arrangement an.
1985 begann Schmiedts professionelle Laufbahn als Musiker mit der Jazz-Formation College. Schon ein Jahr später spielte er mit der Soulsängerin Angelika Weiz, Wolfgang Fiedlers Jazzrock-Band Fusion sowie der Latin-Jazz-Band Bossa-Nostra.
Ab 1989 widmete er sich neben dem Jazz zunehmend der zeitgenössischen Musik und komponierte mehrere Film- und Theatermusiken. Daran schlossen sich 1990 die ersten eigenen Konzeptionen an, die Isle of Eyesland-Projekte, wozu auch ein Quartett mit Falk Breitkreuz, Peter Michailow und Thomy Jordi zählte.

### Zusammenarbeit mit Mikis Theodorakis und Maria Farantouri
Durch die  Mitwirkung an der Produktion Theodorakis sings Theodorakis 1991 lernte er den griechischen Komponisten, Schriftsteller und Politiker Mikis Theodorakis kennen, den er vier Jahre später auf dessen Europatournee begleitete. Dort traf Schmiedt auf Maria Farantouri. Er wurde Arrangeur und musikalischer Direktor der Europatournee „Poetica“ von Maria Farantouri sowie ein Jahr später der Europatournee zur „Asmata“–Produktion (Mikis Theodorakis und Maria Farantouri). Viele weitere gemeinsame Arbeiten folgten.

### Zusammenarbeit mit Jocelyn B. Smith
Dies blieb nicht seine einzige kultur- und länderübergreifende Begegnung. 1992 wurde er Mitglied der New-Soul-Band Maxx-Baby sowie der deutsch-türkischen Besetzung TAKSIM um die Sängerin Sema. Hinzu kam ein Jahr später die bis 2008 andauernde Zusammenarbeit mit der Sängerin Jocelyn B. Smith, bei der verschiedene Veröffentlichungen wie beispielsweise die CD Blue Light & Nylons entstanden, wofür ihm für seine Leistungen als Arrangeur und Produzent der Jazz-Award vom Bundesverband der Phonographischen Industrie verliehen wurde. Darüber hinaus begleitete er Jocelyn B. Smith bei diversen Tourneen und Konzerten wie beispielsweise beim zentralen ökumenischen Gedenkgottesdienst für die Opfer der Flutkatastrophe in Süd-Asien 2005 und dem Benefiz-Konzert von RBB Radio Multikulti, welches live mit Unterstützung des Senders Deutsche Welle über Deutschlands Grenzen hinaus nach Asien und Australien, Afrika und Europa übertragen wurde. Darüber hinaus waren mehrere Radiostationen in Europa, den USA und in Asien live angeschlossen.

### Weitere bedeutende Auftritte und Zusammenarbeiten
Schmiedt war zeitweilig auch Pianist in The Silent Jazz Ensemble. Als erster Deutscher gastierte er 1999 mit einem Konzert im „Holocaust Memorial Museum“ in Washington mit Maria Farantouri mit einer Bearbeitung des Mauthausen-Zyklus für Stimme, Klavier, Cello und Liveelectronics. Für den symphonischen Millennium-Event auf der Akropolis mit Mikis Theodorakis und dem Orchester der Athener Oper arrangierte Schmiedt die Musik. Das Konzert wurde von BBC und CNN zu 800 Millionen Menschen übertragen.
Ebenfalls 2000 nahm er an Concert for Peace unter der Mitwirkung von Maria Farantouri und Zülfü Livaneli in der Townhall New York teil.
Im Dezember 2004 und März 2005 entstand in Co-Produktion mit dem RBB, dem Solisten Hagen Matzeit und Jocelyn B. Smith das Requiem Paula. Der Inhalt des Werkes beruht auf den autobiografischen Texten des deutsch-japanischen Künstlers Heinrich Johann Radeloff und beschreibt den Fund eines Mädchens und dessen Familie, die in den letzten Tagen des Zweiten Weltkrieges umkamen. Henning Schmiedt wählte zur Vertonung von Textpassagen die Form des Requiems, der Totenmesse. Da sich der Name Paula in etlichen Sprachen der Welt wiederfindet, widmete Schmiedt das Requiem allen Paulas, allen Kindern, die auf unterschiedliche Weise zu Kriegsopfern werden. Der Einsatz des Kinderchores der Komischen Oper Berlin erzielte bei der Aufführung des Werkes eine dementsprechende Wirkung.
Weitere prominente Wegkreuzungen mit bekannten Musikern ergaben sich bei diversen Projekten und CD-Einspielungen unter anderem mit Bobby Previte, Volker Schlott, Charles Lloyd, Halil Karaduman, Petros Pandis, Okay Temiz, Al di Meola, Ara Dinkjian, Attila Engin, Ilhan Ersahin, George Theodorakis, John Tchicai, Dudu Tucci, Lauren Newton, Max Rebensburg und Lakis Karnezis.

## Diskographie

### Komponist & Interpret
- 1996 – PAmagieRA Peregrina PM 50081
- 1999 – Okanagan Pamagiera Peregrina PM50181
- 2000 – Beware of greeks bearing guns – Filmmusik mit Mikis Theodorakis Universal-Mercury
- 2001 – Bilder-Assoziationen zu Kurt Weill Peregrina PM 50282
- 2001 – Kurt Weill -Die Musik zum Film Peregrina PM 50292
- 2002 – Back To Soul Jocelyn B. Smith
- 2006 – New & used 2 – Sampler Yellowjacket
- 2007 – Klavierraum Peregrina
- 2007 – new & used 3 – Sampler Yellowjacket
- 2007 – Requiem Hagen Matzeit, Jocelyn B. Smith, Kinderchor der Komischen Oper Berlin / Neuklang
- 2007 – Peter Dahm & Henning Schmiedt PH Yellowjacket
- 2008 – Pago Balke Peter Dahm & Henning Schmiedt Wer braucht Humor? Yellowjacket
- 2008 – Gert Hof Soundtrack for A Ship Of Light Monogenuss Records
- 2008 – new & used 4 Sampler Yellowjacket
- 2009 – Wolken flau – Tokio
- 2010 – new & used 6 Sampler Yellowjacket
- 2011 – new & used 7 Sampler Yellowjacket
- 2011 – heute Pago Pago Balke starfish music
- 2011 – Spazieren Solo Piano flau – Tokio

### Arrangeur & Interpret
- 1987 – Kleeblatt – Sampler mit BOSSA NOSTRA AMIGA
- 1988 – Vollpension – Pension Volkmann AMIGA 856276
- 1993 – Traumtaenzer Pension Volkmann Buschfunk0021-2
- 1994 – Kindertotenlieder Bearbeitung des Mahler-Liedzyklus-Klangraeume 30140
- 1996 – POETICA Mikis Theodorakis & Maria Farantouri Peregrina 500612
- 1998 – ASMATA Mikis Theodorakis & Maria Farantouri Peregrina 50131
- 1998 – Nothing in mind George Theodorakis Peregrina 50121
- 1998 – Blue light&nylons Jocelyn B.Smith Blondell JBS 145
- 1999 – Voices for Peace Jocelyn B. Smith Compilation der FGF BMG 74321685132
- 2000 – Margarita Jocelyn B. Smith, Mikis Theodorakis Blondell-Productions JBS 126
- 2000 – Happy Birthday, Mikis! Maria Farantouri, Maria del Mar Bonet, Jocelyn B. Smith, Petros Pandis, Petr Migunov, Mikis Theodorakis Tropical Music 68.813
- 2000 – Pergrinas Dreamworld Sampler Maria Farantouri, Mikis Theodorakis, Pamagiera, Sema, eorge Theodorakis Pergrina Music PM 50231
- 2001 – My Christmas Experience Jocelyn B. Smith Blondell jbs 306 und andere
- 2001 – Nostalgia Sampler Maria Farantouri
- 2001 – Festivales de Navarra Sampler Maria Farantouri und andere
- 2003 – The Faces of Jocelyn B. Smith Blondell Prod. JBS 115
- 2004 – Maria Farantouri/Jannis Vakarelis Legend
- 2005 – SEMA und Henning Schmiedt Ilahiler Ve Nevesler-Mystische Sufigesänge Peregrina Music PM
- 2005 – Zülfü Livaneli/Maria Farantouri I Minimi Tou Nerou Legend
- 2005 – Mikis Theodorakis First Songs Intuition
- 2005 – Eine Reise durch Zeit und Welt SamplerPeregrina Music
- 2006 – Mikis Theodorakis Kostas Kariotakis-Die Metamorphosen des Dionysos Kammermusikfassung der Oper Intuition
- 2007 – Maria Farantouri-Way home Peregrina Music
- 2008 – Jocelyn B. Smith Zulfu Livaneli Maria Farantouri Livaneli Sarkilari ida muesik
- 2008 – Star of Christmas with Tomoko Masur, Koko taylor, Sylvain Fournier
- 2010 . ΜΙΚΗΣ ΘΕΟΔΩΡΑΚΗΣ – ΜΑΡΙΑ ΦΑΡΑΝΤΟΥΡΗ ΤΟΥ ΕΡΩΤΑ ΚΑΙ ΤΟΥ ΘΑΝΑΤΟΥ Modern Times - Legend
- 2011 – Ferne Peter Dahm und Henning Schmiedt

### Interpret
- 1990 – The East Berlin Guest Orchestra – College (Zong 2170011)
- 1991 – Theodorakis sings Theodorakis – Mikis Theodorakis (Intuition Records)
- 1992 – Heimat – Angelika Weiz und GVO (BAM)
- 1993 – Born of Music-Jocelyn B.Smith (Blondell Productions)
- 1994 – Free-Angelika Weiz (BAM)
- 1995 – Sihir SEMA & Taksim (Peregrina 50021)
- 1995 – Friedemann (Biber)
- 1995 – The Birthday Concert`95 Mikis Theodorakis & Maria Farantouri (Tropical Music 68974)
- 1997 – Together Mikis Theodorakis & Zuelfue Livaneli (Tropical Music 68987)
- 1997 – Live in Berlin Jocelyn B. Smith (Blondell CD205)
- 1997 – On a Personal Note Friedemann (Biber 66651)
- 1997 – Sings His Songs Mikis Theodorakis (Peregrina 50111)
- 1998 – Guitars & Organs Wolfgang Schmiedt (Klangräume 30360)
- 1999 – Symphonietta-Etat de Siege Mikis Theodorakis (Intuition INT 3259-2)
- 2000 – Mauthausen-Trilogy Mikis Theodorakis (plaene 88840)
- 2004 – Jocelyn B. Smith Phenomenal Woman (Blondell)
- 2004 – Telmo Pires Passos (Traumton)
- 2006 – Jocelyn B. Smith Expressionzz (Blondell)

### Produzent
- 1993 – Traumtänzer Pension Volkmann für Buschfunk
- 1996 – POETICA Mikis Theodorakis & Maria Farantouri für Peregrina
- 1998 – ASMATA Mikis Theodorakis & Maria Farantouri für Peregrina
- 1998 – Nothing in mind George Theodorakis für Peregrina 50121
- 1998 – Blue light&nylons Jocelyn B. Smith für Blondell
- 2000 – Margarita Jocelyn B. Smith, Mikis Theodorakis für Blondell-Productions
- 2000 – Beware of greeks bearing guns – Filmmusik mit Mikis Theodorakis for Universal-Mercury
- 2001 – My Christmas Experience Jocelyn B. Smith für Blondell
- 2005 – Zülfü Livaneli/Maria Farantouri I Minimi Tou Nerou Legend
- 2005 – Mikis Theodorakis First Songs Intuition
- 2006 – Mikis Theodorakis Kostas Kariotakis-Die Metamorphosen des Dionysos Kammermusikfassung der Oper Intuition
- 2007 – Maria Farantouri-Way home Peregrina Music

## Lehrtätigkeit
- 2002 – Dozent des Ars and Lectures Programm der University of California in Santa Barbara (Artist in residence-Maria Farantouri), außerdem Konzerte an der Yale University, New Haven, Connecticut, sowie an der Cornell University; Ithaka N.Y. als Musikalischer Direktor der Berliner Instrumentalisten
- 2003 – Dozent und Juror beim Jazzworkshop des Landesmusikrates Mecklenburg-Vorpommern
- 2005 – mit Jocelyn B. Smith – Workshop Görlitz
- 2007 – China-Tour mit Ensemble Linktogether – mit Unterstützung des Goethe-institutes Workshops, Masterclasses in Nanjing Art Academie und Gaoyou
- 2010 – International Theodorakis Academy in Bremen und Thessaloniki